# Bahnhof Bad Blankenburg (Thüringerw)

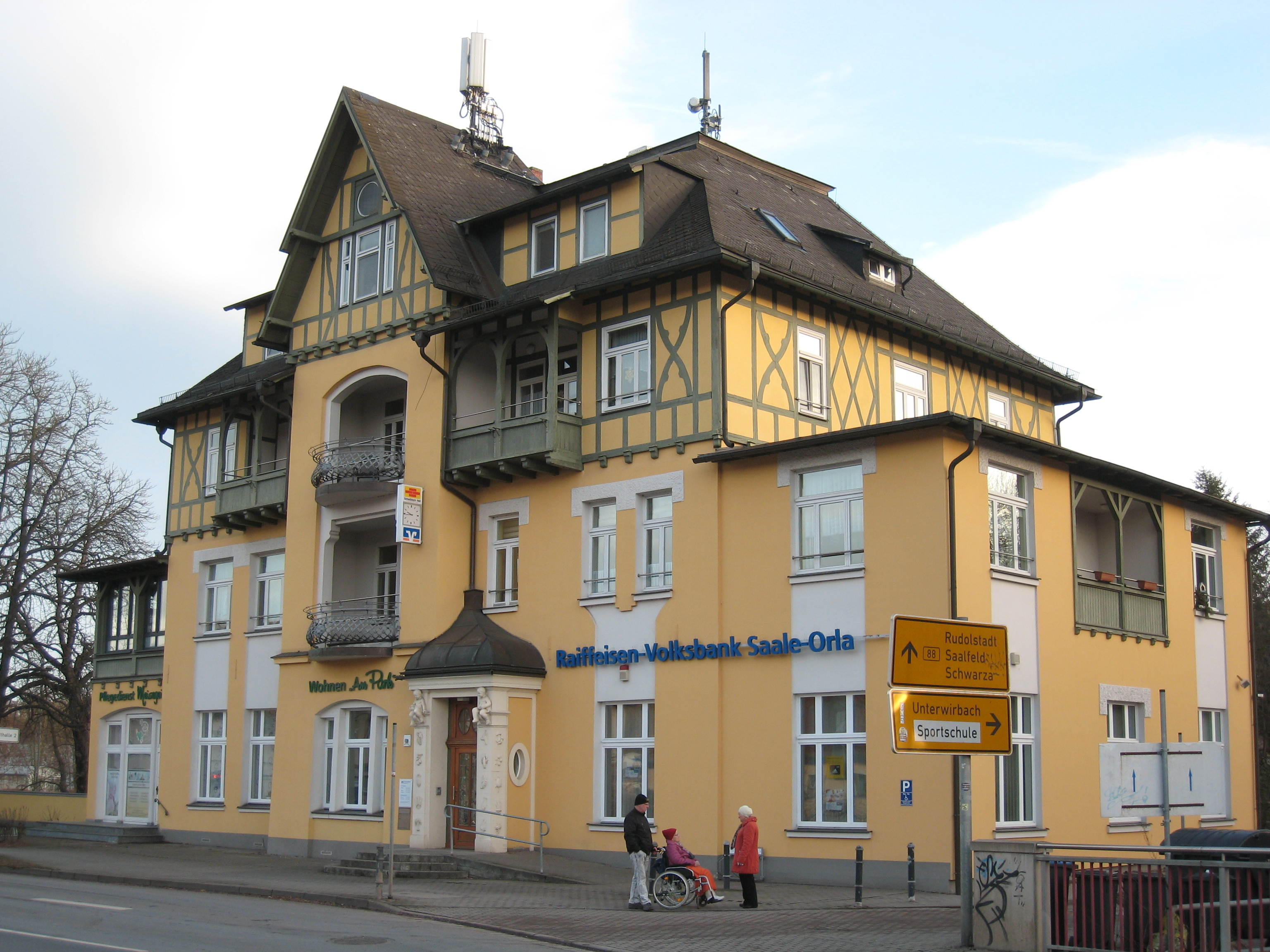
Ehemaliges Bahnhofshotel

Der Bahnhof Bad Blankenburg (Thüringerw) ist der Bahnhof der thüringischen Kleinstadt Bad Blankenburg im Landkreis Saalfeld-Rudolstadt. 1884 ging er an der heute stillgelegten und abgebauten Bahnstrecke Rudolstadt-Schwarza–Bad Blankenburg in Betrieb. Die Bahnstrecke Arnstadt–Saalfeld kam erst 1895 hinzu, welche die heute einzige Strecke durch Bad Blankenburg ist. Im Jahre 2000 wurde die Strecke nach Rudolstadt-Schwarza stillgelegt.

## Lage
Der Bahnhof liegt etwa 500 Meter vom Bad Blankenburger Stadtkern entfernt. Er befindet sich am Streckenkilometer 39,1 der Strecke zwischen Arnstadt und Saalfeld und war Endpunkt der Strecke aus Rudolstadt-Schwarza. Die angrenzenden Straßen sind die Rudolstädter Straße, die Wirbacher Straße und die Straße Zum Windorf. In Richtung Osten ist die nächste Station der etwa neun Kilometer entfernte Bahnhof Saalfeld (Saale), in Richtung Westen ist es der acht Kilometer entfernt liegende Bahnhof Rottenbach.

## Geschichte
Der Bahnhof Blankenburg ging am 1. August 1884 in Betrieb. Er befand sich zunächst nur an der Strecke nach Schwarza. Die Saal-Eisenbahn-Gesellschaft, die bereits die Saalbahn erbaute und ihr Einzugsgebiet erweitern wollte, ließ die Strecke erbauen. Ebenfalls entstand durch die Saal-Eisenbahn-Gesellschaft in Blankenburg ein Empfangsgebäude, bei dem es sich um eine ausrangierte Baracke aus Rothenstein handelte. Eine zunächst in Erwägung gezogene Verlängerung der Strecke war zunächst nicht vorgesehen. Auf dem heutigen Bahnhofsvorplatz befand sich die Kehranlage. Zu den weiteren Anlagen gehörten damals schon ein Güterschuppen, ein Lokschuppen aus Holz, eine Centesimalanlage und eine Abortanlage. Der Güterschuppen stammte von der Saalbahn, nämlich aus Saalfeld, und die Abortanlage aus Rothenstein.
Am 2. Dezember 1895 kam die Bahnstrecke zwischen Arnstadt und Saalfeld, die auch durch Blankenburg führt, hinzu. Das heutige Empfangsgebäude, zumindest dessen mittlerer Trakt, stammt aus dieser Zeit. Die westlichen und östlichen Anlagen besaßen zunächst nur ein Geschoss. Erst später wurden sie um ein Stockwerk ergänzt. Die Trasse wurde südlich der Schwarza verlegt. Dadurch konnten Grundstücke und schon bebaute Flächen umgangen werden. Spätestens mit der Eröffnung der Schwarzatalbahn wurde die Strecke Schwarza–Blankenburg an die Strecke nach Arnstadt angebunden, da die Züge von Rudolstadt über Blankenburg nach Katzhütte verkehrten. Die Strecke Saalfeld–Arnstadt befand sich in etwas höherer Lage, sodass die Gleise in Blankenburg neu angeordnet werden mussten. Das Gleis, damals unmittelbar ans Empfangsgebäude anschließend, wurde verlegt und fädelte auf Höhe des Wirbacher Wegs in die Strecke Saalfeld–Arnstadt ein. Die nicht mehr benötigten Gleise der Kehranlage wurden daraufhin abgebaut. Auf dem nun frei gewordenen Bahnhofsvorplatz entstand ein Pavillon mit Geschäften. Im Jahre 1912 wurde das Empfangsgebäude erweitert und vergrößert. Auch eine Unterführung zwischen den Bahnsteigen entstand.
In der Form, in der der Bahnhof viele Jahre bestand, hatte er drei Bahnsteige mit fünf Gleisen. Nur der mittlere Bahnsteig war überdacht und verfügte über einen Warteraum. Hinzu kamen drei Stellwerke, die aus den 1930er-Jahren stammen, ein Wasserturm und zwei Lokschuppen mit Drehscheibe. Für den Güterverkehr gab es noch Anlagen in Richtung Saalfeld und für örtliche Betriebe standen Anschlussgleise zur Verfügung. 1926/27 wurden zur sich neu angesiedelten Kautschukfabrik ein Anschlussgleis gelegt. Bis 1970 fuhren dort DR-Loks, anschließend eine werkseigene Kleinlok.
Zwischen den Jahren 1985 und 1990 tauschte man die Formsignale gegen Lichtsignale aus. Auf der anderen Seite des Bahnhofs wurde 1986 eine zweite Anschlussbahn angelegt.
Nach der Wende ging der Verkehr auf der Strecke nach Rudolstadt-Schwarza deutlich zurück, was die Stilllegung dieser Strecke am 28. Mai 2000 zur Folge hatte. 1994 wurden Wasserturm und Kohlehochbunker abgerissen. Zwei Jahre später wurde der Bahnanschluss zur Kautschukfabrik entfernt. Heute gibt es lediglich noch ein Durchfahrts- und ein Kreuzungsgleis. Die beiden Seitenbahnsteige sind 140 Meter lang und 34 bzw. 36 Zentimeter hoch. Das inzwischen renovierte Empfangsgebäude ist heute in Privatbesitz und wird von einer Gaststätte und einem Café genutzt.
Heute wird der Bahnhof jede Stunde durch Regionalzüge, die zwischen Saalfeld und Erfurt verkehren, bedient.

## Verkehrsanbindung
Im Fahrplanjahr 2024 wird der Bahnhof Bad Blankenburg (Thüringerw.) wie folgt bedient:
| Linie | Fahrtverlauf                                                                                 | Takt (min) | Betreiber     |
| ----- | -------------------------------------------------------------------------------------------- | ---------- | ------------- |
| RB 23 | Saalfeld/Saale – Bad Blankenburg – Rottenbach – Stadtilm – Arnstadt – Neudietendorf – Erfurt | 060        | Erfurter Bahn |